# Inaros II.
Inaros II. (altägyptisch Iret-Heru-(rau), Auge des Horus; altgriechisch Ίνάρως) war ein Pharao in der Mitte des 5. Jahrhunderts v. Chr.

## Zeitliche Einordnung
Fehlende historische Belege führten in der Vergangenheit hinsichtlich der Identität des Inaros II. zu spekulativen Annahmen und teilweise zu anachronistischen Verknüpfungen der historischen Gestalt des Inaros, Held der demotischen Erzählung Der Kampf um den Panzer des Inaros, mit dem Inaros der griechischen Historiker. Zwischenzeitliche Bewertungen archäologischer Funde belegen jedoch, dass Inaros I. als eigenständiger Gaufürst in der Zeit Assurbanipals wirkte und sich die demotische Erzählung auf den damit verbundenen Zeitraum bezieht.
Die Regierungszeit von Inaros II. setzten die griechischen Historiker während der persischen Herrschaft auf etwa 460 v. Chr. an. Demnach war Inaros der Sohn Psammetichs IV. und Gegenkönig des Artaxerxes I. Er stieß 463/2 v. Chr. von der Festung Marea ins Nildelta vor und schlug den Satrapen Achaimenes bei Papremis. 460 v. Chr. brachte er die Ägypter dazu, einen Aufstand gegen die Perser zu beginnen und beherrschte abgesehen von Memphis ganz Unterägypten. Als Unterstützung gewann er 459 v. Chr. die Athener. Deren Unternehmen gegen die Stadt begann erfolgreich. Sie schickten eine Flotte und schlossen Memphis ein. Die Belagerung der Stadt zog sich jedoch über Jahre hin.
Erst 456 v. Chr. sandten die Perser ein Entsatzheer unter Megabyzos, das die Belagerer schlug und ihrerseits die Athener auf der Insel Prosopitis einschloss. Nach der Trockenlegung eines Nilarmes verbrannten die Athener ihre Schiffe und mussten sich schließlich ergeben. Damit war auch der Aufstand des Inaros gescheitert. Er kam durch Verrat in Gefangenschaft und wurde später in Persien gekreuzigt.
Ein Ostrakon aus Ain Manawir datiert auf das Jahr 2 der Herrschaft eines Inaros. Unsicher ist jedoch, ob die im Ostrakon genannte Person mit der aus griechischen Quellen bekannten identisch ist.